# 盟州
盟州，唐朝时设置的州。
武德四年（621年）置，治所在河阳县（今河南省孟州市南）。辖境相当今河南省孟州市和温县地。八年（625年）废。 